# Спасе Чучук
Спасе Чучук (на македонска литературна норма: Спасе Чучук) е виден педагог от Социалистическа Република Македония.

## Биография
Спасе Чучук е роден в 1907 година в западномакедонския град Дебър, по това време в Османската империя. Участва в комунистическата съпротива по време на Втората световна война. След войната и установяването на комунистически македонистки режим във Вардарска Македония, през 1945 година Чучук заедно с Димитър Попевтимов, Васил Куновски, Йордан Кираджийски и Йонче Йосифовски пише в Скопие първия буквар на новосъздадения македонски литературен език. Работи за отваряне на училища, курсове за ограмотяване и подготовка на нови просветни кадри.
Умира в 1987 година в Скопие.